# Куллама
Куллама́ (тат. куллама) — татарское национальное блюдо.

## Способ приготовления
Куллама готовится из жирного отварного мяса. Бульон с капустой, салмой, морковью и луком варится и подается с кусочками мяса. Отличие кулламы от улюша — в наличии в улюше картофеля.
Салма готовится из тонко раскатанного теста, нарезанного ромбиками размером 15×15 мм.
В процеженный кипящий бульон кладут нашинкованный кубиками картофель, доводят до кипения и заправляют пассерованными овощами (лук, морковь). Затем засыпают готовую кулламу (куллама нарезается квадратиками или ромбиками) и доводят до готовности. Суп подается с мясными фрикадельками или птицей. Отдельно в соуснице подается катык.
Супы обильно посыпают свежей зеленью, используют пряности, в том числе перец красный, чёрный, белый и душистый, тмин, шафран, гвоздику, корицу, лавровый лист, имбирь, мускатный орех.